# Тиранчик малий
Тира́нчик малий (Phylloscartes paulista) — вид горобцеподібних птахів родини тиранових (Tyrannidae). Мешкає в Південній Америці.

## Опис
Довжина птаха становить 10,5 см. Верхня частина тіла світло-зеленувато-оливкова, гнижня частина тіла лимонно-жовта. Обличчя лимонно-жовте. Над очима жовтуваті "брови", на скронях темна пляма у формі півмісяця.

## Поширення і екологія
Малі тиранчики мешкають на південному сході Бразилії (від Еспіриту-Санту на південь до Санта-Катарини), на сході Парагваю та на північному сході Аргентини (Місьйонес). Вони живуть в середньому ярусі вологих рівнинних атлантичних лісів. Зустрічають переважно на висоті до 400 м над рівнем моря, місцями на висоті до 100 м над рівнем моря.

## Збереження
МСОП класифікує стан збереження цього виду як близький до загрозливого. За оцінками дослідників, популяція малих тиранчиків становить від 1500 до 7000 птахів. Їм загрожує знищення природного середовища.